# The Weinstein Company
The Weinstein Company foi um estúdio cinematográfico independente norte-americano fundado pelos irmãos Harvey e Bob Weinstein, em 2005, após a dupla deixar a Miramax Films, que tinham co-fundado em 1979. Distribuiu nos Estados Unidos os filmes vencedores do Oscar de 2011 e 2012: O Discurso do Rei e O Artista.
Em Outubro de 2017, Harvey Weinstein foi despedido do estúdio após ser acusado de assédio sexual ao longo de várias décadas.
Em 2018 a companhia entrou com um pedido de falência devido as perdas financeiras e prejuízos e a falta de um acordo de compra com outros investidores. Depois disso a Lantern Capital Partners acertou a compra de todos os ativos da empresa fundando na sequencia a Lantern Entertainment.